# Carlos Wagner
Carlos Wagner, registrado como Carlos Alberto Wagner, (Santa Cruz do Sul, 21 de setembro de 1950) é um repórter brasileiro, que fez carreira no jornalismo investigativo por mais de 30 anos no jornal Zero Hora, onde se especializou em temas sociais como conflitos fundiários, questões de fronteira e criminalidade.
Considerado um dos mais premiados jornalistas brasileiros, Carlos Wagner foi vencedor de 38 prêmios, sendo sete Prêmio Esso Regionais, e é autor de nove livros-reportagem, além de ser citado em diversas coletâneas de entrevistas e reportagens sobre jornalismo investigativo.

## Biografia
Natural de Santa Cruz do Sul, Carlos Wagner teve uma infância simples em Encruzilhada do Sul, cidade rural na região do Vale do Rio Pardo, no interior do Rio Grande do Sul. Aos 18 anos, foi morar em Porto Alegre, onde viveu de “bicos”, viajando de carona, dormindo em albergues e morando em repúblicas até os 25 anos.
Em 1974, aceitou um trabalho na Cooperativa de Jornalistas de Porto Alegre, a Coojornal, veículo alternativo recém-criado por jornalistas demitidos de grandes jornais no período da repressão militar, entre eles, Caco Barcellos e André Pereira, com quem Carlos Wagner assinou a publicação de seus primeiros livros-reportagem no início dos anos 1980.
No Coojornal, Wagner não trabalhou como jornalista, batia notas, entregava e recolhia jornais que encalhavam nas bancas. Mas foi ali que decidiu seguir a carreira de repórter. Em 1975, entrou para a faculdade de Jornalismo da Universidade Federal do Rio Grande do Sul (UFRGS) e se formou em 1982. Trancou os estudos quando, em 1979, a convite de André Pereira, foi trabalhar como repórter no jornal O Interior, em Carazinho, no norte gaúcho. De volta a Porto Alegre, trabalhou como freelancer até se formar e conseguir um emprego no jornal Zero Hora, em 1983.
Em Zero Hora, participou de coberturas que marcaram a história do Rio Grande do Sul e do Brasil, como a ocupação da Fazenda Annoni, em 1985, considerada um dos marcos da criação do Movimento dos Trabalhadores Rurais Sem Terra (MST). A partir da cobertura dos conflitos fundiários no interior gaúcho, Wagner descobriu a história de João Sem Terra e dos “brasiguaios”, colonos brasileiros que migravam para o Paraguai em busca de oportunidades. As reportagens foram premiadas e viraram livros.
Em 1989, foi a Xapuri, no Acre, acompanhar o julgamento dos assassinos de Chico Mendes, e em 1990 viajou até a costa ocidental da África para reportar os efeitos da Guerra Civil Angolana.
Em 1995, percorreu o oeste brasileiro no rastro de gaúchos que migraram para Santa Catarina, Paraná e Mato Grosso desbravando a mata para trabalhar no cultivo de grãos e na criação de gado. Histórias contadas na série de reportagens “O Brasil de Bombachas”, que também virou livro. Repetiu a rota em 2011, desta vez em uma série multimídia, com reportagens para jornal, rádio, TV, site e redes sociais do Grupo RBS.
Em 2003, identificou na tríplice fronteira entre Brasil, Argentina e Paraguai um território paralelo, onde tráfico, contrabando e morte se entrecruzam no que ele mesmo batizou de “País Bandido”, outra reportagem premiada e publicada em livro.
Ainda nos anos 2000, publicou “Os Infiltrados”, sobre agentes do serviço de inteligência do período da Ditadura Militar, em parceria com os jornalistas Carlos Etchichury, Humberto Trezzi e Nilson Mariano. Participou da cobertura de grandes eventos como as Jornadas de Junho de 2013 e o incêndio na Boate Kiss, que matou 242 jovens em Santa Maria, também em 2013.
Em 2014, despediu-se da redação de Zero Hora e passou a dar palestras em universidades e jornais do interior gaúcho. Em 2015, criou o blog “Histórias Mal Contadas”, no qual analisa a cobertura da imprensa sobre eventos de relevância nacional e internacional, além de compartilhar sua experiência na forma de dicas para “jovens repórteres”. As colunas passaram a ser republicadas pelo Observatório da Imprensa em 2018.
Em 2017, Carlos Wagner foi homenageado no 12º Congresso da Associação Brasileira de Jornalismo Investigativo (Abraji), ocasião na qual foi lançado um curta documental biográfico sobre sua trajetória, chamado “Carlos Wagner, o repórter na estrada”.

## Obras

### Livros publicados
- Monges Barbudos & O Massacre do Fundão; Carlos Wagner e André Pereira (Mercado Aberto, 1981).
- Fernando Ferrari; Carlos Wagner e André Pereira (Editora Tchê, 1985).
- A Guerra dos Bugres: a saga da Nação Caingangue no Rio Grande do Sul; Carlos Wagner, André Pereira e Humberto Andreatta (Editora Tchê, 1986).
- Brasiguaios: homens sem pátria; Carlos Wagner (Editora Vozes, 1989).
- A Saga do João Sem Terra; Carlos Wagner (Editora Vozes, 1989).
- Brasil de Bombachas; Carlos Wagner (L&PM, 1995).
- País Bandido: crime tipo exportação; Carlos Wagner (RBS Publicações, 2003).
- Os Infiltrados: eles eram os olhos e os ouvidos da Ditadura; Carlos Wagner, Carlos Etchichury, Humberto Trezzi e Nilson Mariano (AGE Editora, 2010).
- Brasil de Bombachas II: as novas fronteiras da saga gaúcha (Duetto/Rimolli Associados, 2011).

### Participação em coletâneas
- Gaúchos Lutam para Sobreviver na Selva; Carlos Wagner. Em “Arte da Reportagem”, organizado por Igor Fuser (Scritt, 1996).
- Entrevista Carlos Wagner. Em “Repórteres: Lições da estrada”, organizado por Audálio Dantas (Senac, 1997).
- Meninas Prostitutas; Carlos Wagner e Nilson Mariano. Em “Reportagens que fizeram a história” (RBS Publicações, 2009).
- Quero ser lembrado pela história, entrevista a Gaudston Forde e Ailton Nunes. Em “Mestres da Reportagem”, organizado por Patrícia Paixão (In House, 2012).
- Brasil e Uruguai: a fronteira do crime; Carlos Wagner, Nilson Mariano e Humberto Trezzi. Em “50 anos de crimes: Reportagens policiais que marcaram o jornalismo brasileiro”, organizado por Fernando Molica (Record, 2007).